# Saison 4 de The Fosters
Chronologie
Saison 3 Saison 5
Cet article est le guide des épisodes de la quatrième saison de la série télévisée The Fosters.

## Synopsis
Un couple de lesbiennes, Steph Foster, policière, et Lena Adams, proviseur adjoint dans un lycée sont les heureuses mamans de trois enfants : Brandon, le fils biologique de Stef, eu avec un précédent mari et des jumeaux adoptés, une fille nommée Mariana et un garçon appelé Jesus. Leur équilibre familial est bousculé lorsqu'elles accueillent une adolescente rebelle au sein de leur foyer…

## Distribution

### Acteurs principaux
- Teri Polo : Stefanie « Stef » Marie Adams Foster
- Sherri Saum : Lena Elizabeth Adams Foster
- Maia Mitchell : Callie Quinn Adams Foster
- David Lambert : Brandon Foster
- Cierra Ramirez : Mariana Adams Foster
- Noah Centineo : Jesus Adams Foster
- Hayden Byerly (en) : Jude Jacob Adams Foster
- Danny Nucci : Michael « Mike » Foster

### Acteurs récurrents
- Denyse Tontz: Cortney Starthmore
- Kalama Epstein: Noah Walker
- Brandon Quinn: Gabriel "Gabe" Duncroft
- Amanda Leighton: Emma Kurtzman
- Elliot Fletcher: Aaron Baker
- Tom Willialson: AJ Hensdale
- Jared Ward: Drew Turner
- Louis Hunter: Nick Stratos

## Diffusion
- Aux États-Unis, la saison est diffusée depuis le 20 juin 2016 sur Freeform.
- Au Canada, la saison est diffusée en simultanée sur ABC Spark.
- La saison a été diffusée sur la chaine Vrak, au Québec, mais elle demeure inédite dans les autres pays francophones.
- À partir de l'épisode 4x11 Insult to Injury du 31 janvier 2017, la diffusion a lieu les mardis.

En France, la saison 4 de la série est diffusée à partir du 23 mars 2022 sur Disney+.

## Liste des épisodes

### Épisode 1: Energie Potentielle (Potential Energy)
États-Unis /  Canada : 20 juin 2016 sur Freeform / ABC Spark
- États-Unis : 907 000 téléspectateurs[2] (première diffusion)

### Épisode 2: À l'abri (Safe)
États-Unis /  Canada : 27 juin 2016 sur Freeform / ABC Spark
- États-Unis : 1,045 million de téléspectateurs[3] (première diffusion)

### Épisode 3: La confiance (Trust)
États-Unis /  Canada : 11 juillet 2016 sur Freeform / ABC Spark
- États-Unis : 798 000 téléspectateurs[4] (première diffusion)

### Épisode 4: Rétroactivement (Now for Then)
États-Unis /  Canada : 18 juillet 2016 sur Freeform / ABC Spark
- États-Unis : 822 000 téléspectateurs[5] (première diffusion)

### Épisode 5: Quarante ans (Forty)
États-Unis /  Canada : 25 juillet 2016 sur Freeform / ABC Spark
- États-Unis : 848 000 téléspectateurs[6] (première diffusion)

### Épisode 6: Justifications (Justify)
États-Unis /  Canada : 1er août 2016 sur Freeform / ABC Spark
- États-Unis : 937 000 téléspectateurs[7] (première diffusion)

### Épisode 7: Les hauts et les bas (Highs & Lows)
États-Unis /  Canada : 8 août 2016 sur Freeform / ABC Spark
- États-Unis : 802 000 téléspectateurs[8] (première diffusion)

### Épisode 8: Code de filles (Girl Code)
États-Unis /  Canada : 15 août 2016 sur Freeform / ABC Spark
- États-Unis : 880 000 téléspectateurs[9] (première diffusion)

### Épisode 9: New York (New York)
États-Unis /  Canada : 22 août 2016 sur Freeform / ABC Spark
- États-Unis : 880 000 téléspectateurs[10] (première diffusion)

### Épisode 10: Dommages collatéraux  (Collateral Damage)
États-Unis /  Canada : 29 août 2016 sur Freeform / ABC Spark
- États-Unis : 990 000 téléspectateurs[12] (première diffusion)

Callie essaye de récolter des signatures pour la réforme Jack. Toute la famille l'aide. Elle rencontre Troy le petit-fils de Martha. Elle se dispute avec AJ par rapport à Aaron et dit à AJ le secret de Aaron.
La tricherie de Brandon est découverte: il ne pourra pas aller à Juilliard. Jude passe du temps avec Noah malgré sa punition. 

### Épisode 11: Blessure à vif (Insult to Injury)
États-Unis /  Canada : 31 janvier 2017 sur Freeform / ABC Spark
- États-Unis : 920 000 téléspectateurs[14] (première diffusion)

Après l'appel de Aaron, Callie a un accident avec Troy. Elle s'enfuit du lieu et raconte tout à Aaron. Jesus, après le coup au front de Nick, fait des crises d'épilepsie et est hospitalisé puis opéré. Mariana voit les médecins à la suite de la prise des médicaments de Jesus. Matt découvre qu'elle a vu Nick.
Jude vit un moment intense avec Noah. Brandon revoit Courtney mais leur relation se termine de nouveau.

### Épisode 12: Mauvais rêve  (Dream A Little Dream)
États-Unis /  Canada : 7 février 2017 sur Freeform / ABC Spark
- États-Unis : 680 000 téléspectateurs[15] (première diffusion)

Jesus, dans le coma, rêve de Mariana, sa famille, ses amis...
Callie est interrogé au poste de police puis envoyée en prison.
Brandon essaye de réparer son erreur afin d'aller à Juilliard
Mariana s'en veut pour tout ce qui est arrivé et couche avec Mat.
Stef et Lena font de leur mieux au vu de l'état de Jesus.

### Épisode 13: Cruel et inhabituel (Cruel and Unusual)
États-Unis /  Canada : 14 février 2017 sur Freeform / ABC Spark
- États-Unis : 760 000 téléspectateurs[16] (première diffusion)

### Épisode 14: Portes et secrets (Doors and Windows)
États-Unis /  Canada : 21 février 2017 sur Freeform / ABC Spark
- États-Unis : 730 000 téléspectateurs[17] (première diffusion)

### Épisode 15: Éducation sexuelle (Sex Ed)
États-Unis /  Canada : 28 février 2017 sur Freeform / ABC Spark
- États-Unis : 660 000 téléspectateurs[18] (première diffusion)

### Épisode 16: Un long voyage (The Long Haul)
États-Unis /  Canada : 14 mars 2017 sur Freeform / ABC Spark
- États-Unis : 705 000 téléspectateurs[19] (première diffusion)

### Épisode 17: Semer l'espoir (Diamond in the Rough)
États-Unis /  Canada : 21 mars 2017 sur Freeform / ABC Spark
- États-Unis : 686 000 téléspectateurs[20] (première diffusion)

### Épisode 18: Linge sale (Dirty Laundry)
États-Unis /  Canada : 28 mars 2017 sur Freeform / ABC Spark
- États-Unis : 693 000 téléspectateurs[21] (première diffusion)

### Épisode 19: Qui sait? (Who Knows)
États-Unis /  Canada : 4 avril 2017 sur Freeform / ABC Spark
- États-Unis : 617 000 téléspectateurs[22] (première diffusion)

### Épisode 20: D'ici demain (Until Tomorrow)
États-Unis /  Canada : 11 avril 2017 sur Freeform / ABC Spark
- États-Unis : 720 000 téléspectateurs[23] (première diffusion)